# Trouessartiidae
Trouessartiidae är en familj av spindeldjur. Trouessartiidae ingår i ordningen kvalster, klassen spindeldjur, fylumet leddjur och riket djur.
Familjen innehåller bara släktet Trouessartia.